# Salt amb esquís als Jocs Olímpics d'hivern de 2006
Als Jocs Olímpics d'Hivern de 2006 celebrats a la ciutat de Torí (Itàlia) es disputaren tres proves de salt amb esquís en categoria masculina.
La competició se celebrà entre els dies 11 i 18 de febrer de 2006 a les instal·lacions de Pragelato.

## Comitès participants
Hi participaren un total de 79 saltadors de 21 comitès nacionals diferents.
| - Alemanya (5) - Àustria (4) - Belarús (2) - Bulgària (2) - Canadà (4) - Corea del Sud (4) |  | - Eslovàquia (1) - Eslovènia (4) - Estats Units (5) - Estònia (2) - Finlàndia (5) |  | - Itàlia (4) - Japó (5) - Kazakhstan (4) - Noruega (5) - Polònia (5) |  | - Txèquia (5) - Rússia (4) - Suïssa (4) - Ucraïna (1) - R.P. de la Xina (4) |

## Medaller
| Pos.  | País      | Or | Plata | Bronze | Total |
| 1     | Àustria   | 2  | 1     | 0      | 3     |
| 2     | Noruega   | 1  | 0     | 3      | 4     |
| 3     | Finlàndia | 0  | 2     | 0      | 2     |
| Total | Total     | 3  | 3     | 3      | 9     |

## Medallistes

### Homes
| Prova                              | Or                                                                           | Plata                                                                  | Bronze                                                                          |
| Trampolí normal individual Detalls | Lars Bystøl                                                                  | Matti Hautamäki                                                        | Roar Ljøkelsøy                                                                  |
| Trampolí llarg individual Detalls  | Thomas Morgenstern                                                           | Andreas Kofler                                                         | Lars Bystøl                                                                     |
| Trampolí llarg per equips Detalls  | Àustria Andreas Widhölzl · Andreas Kofler · Martin Koch · Thomas Morgenstern | Finlàndia Tami Kiuru · Janne Happonen · Janne Ahonen · Matti Hautamäki | Noruega Lars Bystøl · Bjørn Einar Romøren · Tommy Ingebrigtsen · Roar Ljøkelsøy |